# Christian von Hessen-Rotenburg
Christian von Hessen-Rotenburg (* 30. November 1750 auf Schloss Rotenburg; † 16. Juli 1782 ebenda) war ein landgräflicher Prinz aus dem Haus Hessen und Domherr zu Köln und Straßburg.

## Leben
Christian war ein Sohn des paragierten Landgrafen Konstantin von Hessen-Rotenburg (1716–1778) und dessen Gemahlin, der geborenen Gräfin Sophie von Starhemberg (1722–1773). Der Rotenburger Zweig des Hauses Hessen war seit der Konversion Ernsts I. 1652 katholisch. Christian wuchs mit seinen Geschwistern Karl Emanuel (1746–1812), Clementina (1747–1813), Hedwig (1748–1801), Karl Konstantin (1752–1821), Antonia Friderica Josepha (1753–1823), Wilhelmina Maria (1755–1816) und Ernst (1758–1784) auf.
Mit dem Erhalt der ersten Tonsur trat Christian in den geistlichen Stand ein, nachdem er 1763 in einem Seminar in der Nähe von Paris die notwendigen Kenntnisse erworben hatte. 1764 erhielt er eine Dompräbende in Köln. 1767 wurde er auch Domherr zu Straßburg. Papst Clemens XIII. hatte ihm eine Provision für eine Präbende in Augsburg erteilt, jedoch wurde diese Maßnahme nicht vollzogen. Christian starb nach einer langwierigen Krankheit und wurde neben anderen Familienmitgliedern in der Minoritenkirche in Fritzlar beigesetzt.